# What We All Come to Need
| Совокупная оценка | Совокупная оценка |
| Источник          | Оценка            |
| ----------------- | ----------------- |
| Metacritic        | 79/100            |
| Оценки критиков   |                   |
| Источник          | Оценка            |
| AllMusic          | [ 2 ]             |
| Alternative Press | [ 3 ]             |
| Beyond Race       | (lukewarm)        |
| Lambgoat          | 8/10              |
| Pitchfork Media   | 5.5/10            |
| PopMatters        | [ 7 ]             |
| Rock Sound        | 8/10              |

What We All Come to Need — четвёртый студийный альбом американской пост-метал группы Pelican из Чикаго, изданный 27 октября 2009 года независимым лейблом Southern Lord Records и стал первым альбомом группы на этом лейбле после ухода с Hydra Head Records в начале 2009 года.
Музыкальный клип на песню «Final Breath» вышел 22 декабря 2009 года, режиссёром выступил Мэтт Санторо.

## История
В конце 2008 года Pelican заметили упадок морального духа группы и посещаемости концертов, поэтому группа решила сократить гастроли. Однако они уже были подписаны на тур в середине 2009 года, до записи What We All Come to Need, что привело к некоторому разочарованию среди участников, которые не хотели выгореть.
Альбом был записан за три недели летом 2009 года с щедрым бюджетом на запись от Southern Lord Records, нового лейбла группы после ухода с Hydra Head Records. Однако вдохновения от новой обстановки и лейбла было недостаточно, чтобы компенсировать усталость группы. По словам гитариста Тревора де Брау, тур, предшествовавший What We All Come to Need, запись альбома и тур после альбома стали самыми мрачными временами Pelican. Мать Де Брау была больна, группа много гастролировала, и моральный дух в целом был низким. Таким образом, What We All Come to Need избегает некоторых радостных аспектов музыки Pelican, принимая мрачный тон, который будет более подробно исследован в следующем альбоме группы Forever Becoming (2013).
В музыкальном плане What We All Come to Need — преимущественно инструментальный пост-метал-альбом. Некоторые издания посчитали его самым доступным релизом Pelican на сегодняшний день, и альбом хвалили за передачу своего рода молчаливого повествования. Большая часть музыки мелодична, но гитары весомы и настроены на понижение, обеспечивая медленные и искажённые риффы, которые определяют пост-метал.

## Релиз
What We All Come to Need был выпущен 27 октября 2009 года. В честь выхода альбома Kuma’s Corner, чикагский ресторан в двух кварталах от дома гитариста Лорана Шредера-Лебека, предложил фирменный бургер, известный как Pelican burger. Блюдо, доступное только один вечер, состояло из десятиунциевой котлеты из говядины Кобе с обжаренными на сковороде гребешками и салом, в чесночном соусе из белого вина поверх чипсов из пармезана и подавалось с белым вином и чесночным айоли. По иронии судьбы, и Шредер-Лебек, и Тревор де Брау являются веганами и поэтому не могли есть это фирменное блюдо.
Песня «Ephemeral» появилась в финальных титрах видеоигры ужасов 2013 года Dead Space 3.

## Отзывы
Альбом получил положительные отзывы музыкальной критики и интернет-изданий.
Альбом получил среднюю оценку 79/100 из 10 обзоров на Metacritic, что указывает на «в целом благоприятные отзывы». Рецензент AllMusic Том Юрек похвалил альбом, написав: «Это по-прежнему безумно масштабная музыка, и она тяжела до крайности, но её новые принципы дают слушателям больше, за что можно держаться (и, возможно, мечтать), чем просто низко настроенные, тяжеловесные риффы». Автор Rock Sound Майк Кемп назвал альбом лучшей работой Pelican на данный момент. Эндрю Дитцель в своей статье для PopMatters сказал: «[альбом] — это баланс и перспектива перед смертью, и Pelican обеспечивает это с идеальной точностью». В более прохладном обзоре автор Pitchfork Космо Ли раскритиковал то, как альбом был инструментальным, заявив, что группу сдерживало отсутствие вокалиста.

## Список композиций
Слова и музыка всех песен — Pelican.
| №                   | Название                   | Длительность |
| ------------------- | -------------------------- | ------------ |
| 1.                  | «Glimmer»                  | 7:31         |
| 2.                  | «The Creeper»              | 7:20         |
| 3.                  | «Ephemeral»                | 5:09         |
| 4.                  | «Specks of Light»          | 7:46         |
| 5.                  | «Strung Up from the Sky»   | 5:12         |
| 6.                  | «An Inch Above Sand»       | 4:14         |
| 7.                  | «What We All Come to Need» | 6:47         |
| 8.                  | «Final Breath»             | 7:29         |
| Общая длительность: | Общая длительность:        | 51:35        |

Бонусные треки в виниловом LP-издании
| №   | Название                          | Длительность |
| --- | --------------------------------- | ------------ |
| 9.  | «The Creeper» (Live)              |              |
| 10. | «An Inch Above Sand» (Live)       |              |
| 11. | «What We All Come to Need» (Demo) |              |

Бонусный DVD в специальном издании
| №  | Название                               | Длительность |
| -- | -------------------------------------- | ------------ |
| 1. | «Making of «What We All Come to Need»» | 6:22         |
| 2. | ««The Creeper» Live in Seattle 2009»   | 6:21         |
| 3. | «Bonus Footage»                        | 3:15         |

Бонусный CD в японском издании
| №  | Название                                                     | Длительность |
| -- | ------------------------------------------------------------ | ------------ |
| 1. | «Embedding the Moss»                                         | 7:45         |
| 2. | «Ephemeral»                                                  | 5:25         |
| 3. | «Geometry of Murder» (изначально интерпретировалось с Earth) | 7:38         |

## Чарты
| Чарт (2009)                         | Высшая позиция |
| ----------------------------------- | -------------- |
| США (Billboard, Independent Albums) | 44             |
| США (Billboard, Heatseekers)        | 13             |